# 李博 (1989年)
李博（1989年5月—），山东乐陵人，汉族，无党派人士。中华人民共和国政治人物、第十三届全国人民代表大会河北省代表。

## 生平
2018年，李博被选为河北省出席第十三届全国人民代表大会代表。